# ويليام بي آكر
ويليام بي آكر (بالإنجليزية: William P. Acker)‏ هو ضابط أمريكي، ولد في 1930 في تشاتانوغا في الولايات المتحدة، وتوفي في 24 يوليو 2018.